# Grūtas Park
Grūtas Park (uofficielt kendt som Stalins verden; litauisk: Grūto parkas) er en skulpturpark med sovjettidens statuer, og andre minder fra litauisk SSRs tid. Parken blev grundlagt i 2001 og ligger i nærheden af Druskininkai, omkring 130 km sydvest for Vilnius, Litauen. 

## Historie
Efter Litauens uafhængighed i 1990 blev mange af sovjettidens statuer revet ned og smidt forskellige steder. Viliumas Malinauskas, som anlagde parken, anmodede de litauiske myndigheder om at overdrage skulpturerne til ham, så han kunne oprette en skulpturpark i Dzūkija nationalpark. Parken er indrettet som en Sibirisk interneringslejr med træfortove, vagttårne, og hegn. 
Oprettelsen mødte modstand, og dens eksistens er stadig kontroversiel. Nogle ideer blev ikke tilladt, blandt andet transport af de besøgende i gamle togvogne fra 2. verdenskrig. Siden 2007 har syv litauiske billedhuggere rejst krav om kompensation for kommerciel udnyttelse af deres kunstværker.
Parken har legeplads, mini-zoo og caféer, der indeholder minder fra sovjettiden. Med mellemrum afholdes sovjetisk inspirerede festivaler. 

## Udstillingen
Parken, der består af 86 statuer af 46 forskellige billedhuggere, er organiseret i temaer. Alle statuerne afbilleder sovjetiske eller socialistiske aktivister, mange af dem litauere. Der er blandt andet skulpturer af de vigtigste kommunistiske ledere og tænkere: Vladimir Lenin, Joseph Stalin og Karl Marx. Skulpturer af grundlæggerne af Litauens Kommunistiske Parti: Zigmas Aleksa-Angarietis og Vincas Mickevičius-Kapsukas og officerer fra Den Røde Hær: Feliksas Baltušis-Žemaitis og Jeronimas Uborevičius.
Det "sovjetiske tema" indeholder skulpturer af de fire ledende litauiske kommunister, der blev myrdet i kølvandet på statskuppet i 1926, og aktivister fra den litauisk-sovjetiske krig fra 1918-1919. Det "røde tema" indeholder skulpturer af sovjetiske partisaner bl.a. Marytė Melnikaitė. I parken findes en udstillingsbygning med minder fra fængslingen og deportationen af de litauiske "skovbrødre", der, efter at have samarbejdet med tyskerne under besættelsen, opretholdt væbnet modstand mod den litauiske regering frem til 1952.